# Dorfkirche Wildenbruch

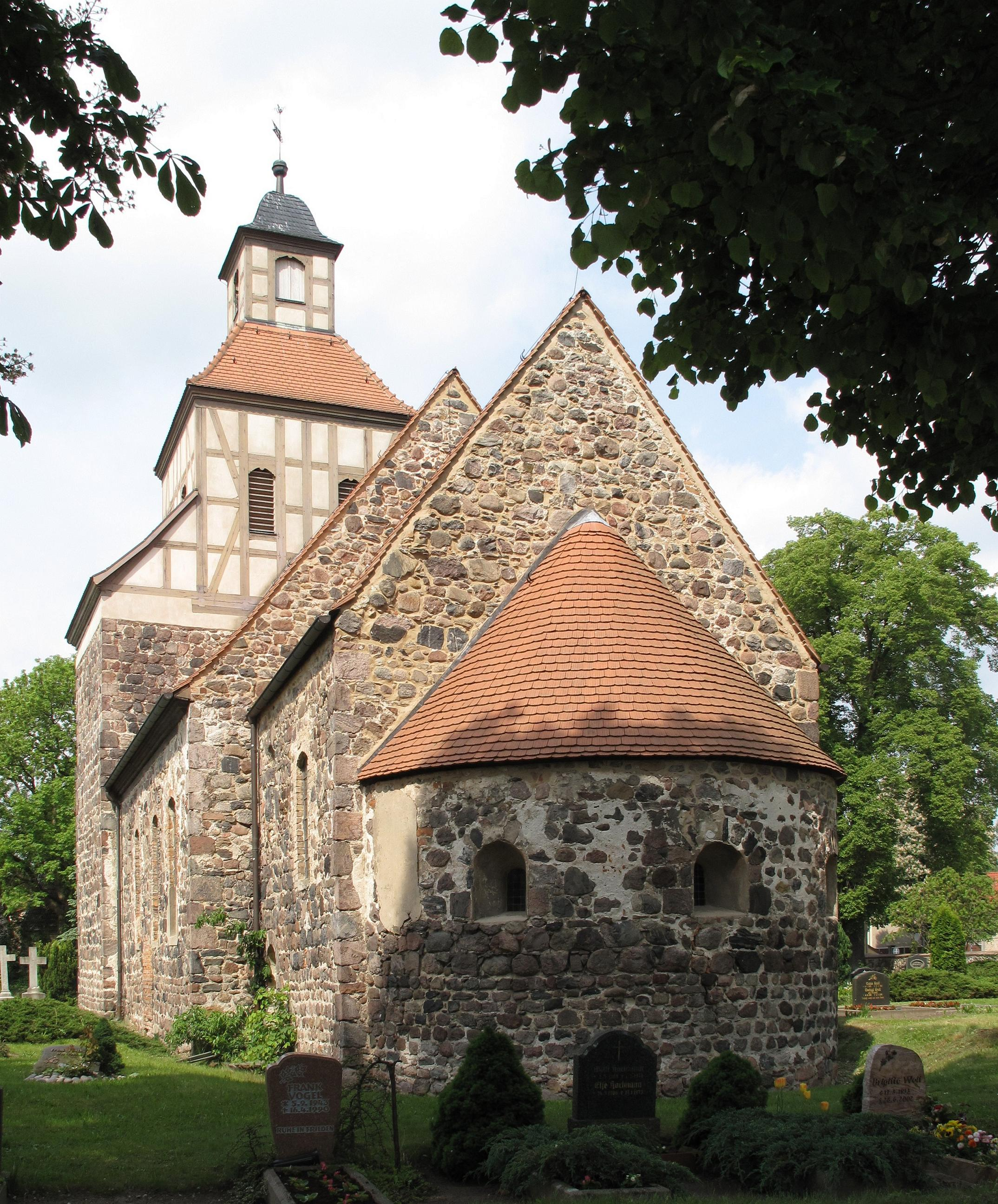
Die Feldsteinkirche, 2010

Die evangelische Dorfkirche Wildenbruch ist eine Feldsteinkirche aus der ersten Hälfte des 13. Jahrhunderts. Sie liegt rund 250 Meter nordöstlich des Großen Seddiner Sees im Dorfkern Wildenbruchs, einem Ortsteil der Gemeinde Michendorf im Landkreis Potsdam-Mittelmark in Brandenburg (Deutschland). Das vierteilige Baudenkmal besteht aus einem breiten Westturm mit späterem Fachwerkaufsatz, einem leicht eingezogenen Schiff, Chor und Apsis.

## Geschichte

### Strategische Funktion Wildenbruchs in der Deutschen Ostsiedlung
Wildenbruch wurde erstmals 1375 im Landbuch Karls IV. als Wildenbruke (= „Siedlung bei einem wilden, öden Sumpf“ beziehungsweise Bruch) urkundlich erwähnt. Sehr wahrscheinlich wurde das Dorf bereits im ausgehenden 12. Jahrhundert im Zuge der Deutschen Ostsiedlung errichtet, die nach der Gründung der Mark Brandenburg durch Albrecht den Bären im Jahr 1157 einsetzte. Das Landbuch erfasst Wildenbruch mit einem umsatzstarken Krug an einer Handelsstraße und gibt seine Ausstattung mit 59 Hufen Acker- und Weideland an. Diese wie im Nachbardorf Fresdorf großzügige Ausstattung mit Land und überdurchschnittliche Ansiedlung mit Bauern war strategisch begründet. Denn Wildenbruch und Fresdorf sollten die Heer- und Handelsstraße Wittenberg – Spandau (spätere Poststraße nach Berlin) sichern, die an der Landenge zwischen dem Kähnsdorfer See und dem Seddiner See besonders gefährdet war.

### Kennzeichnung als Wehrkirche

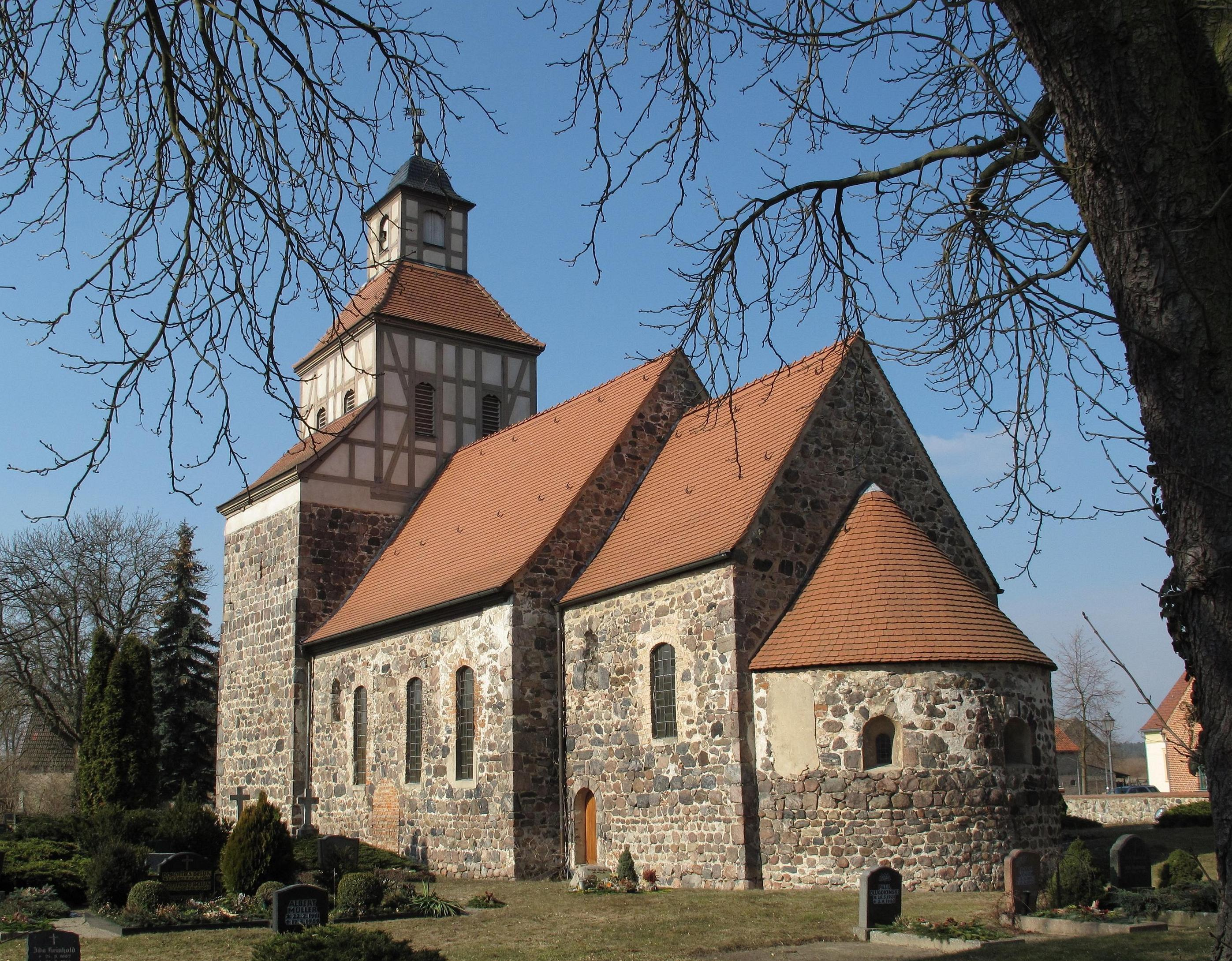
Die Feldsteinkirche, 2010

Auf diesem Hintergrund und wegen ihres wuchtigen Breitturms und ihrer ein Meter dicken Mauern wird die Kirche in der Literatur und in Darstellungen wie der Internetseite der Gemeinde Michendorf oft als Wehrkirche bezeichnet. Diese Kennzeichnung wird von der aktuellen Kirchenforschung zurückgewiesen. Es fehlten Möglichkeiten zur aktiven Verteidigung wie Schießscharten und hohe Wehrmauern um die Kirche herum sowie räumliche Möglichkeiten zur Vorratshaltung von Lebensmitteln. Durch die Schlitzfenster im Turm konnte kein Angriff abgewehrt werden; ihr Profil hätte nicht erlaubt, mit Armbrust oder Bogen zu schießen. Soweit sich die Bauern von den Feldern in die Kirche retten konnten, bot sie allerdings dank ihrer massiven Bauweise einen gewissen Schutz als Zufluchtsort, beispielsweise vor marodierenden Söldnern oder Bewaffneten, die sich auf keine Belagerung einlassen konnten. Die jüngere wissenschaftliche Diskussion wie auf der Leipziger Dorfkirchen-Tagung 2005 kommt zu dem Ergebnis, dass der Begriff Wehrkirche auf keine einzige Brandenburger Kirche anwendbar ist. Auch Engeser/Stehr stellen fest:

„Die Wuchtigkeit der Westtürme hat den brandenburgischen Dorfkirchen oft das Attribut "Wehrkirchen" eingebracht. Vor allem in der Zeit des Dritten Reiches war dies eine beliebte Interpretation. In der letzten Zeit wurde die Funktion der mittelalterlichen Feldsteinkirchen als "Wehrkirchen" etwas abgeschwächt. Man gesteht ihnen aber immer noch eine Schutzfunktion ("Schutzkirche") zu. Zumindest das Attribut "Wehrkirche" muß wohl für die meisten Kirchen definitiv ins Reich der Fabulierkunst verwiesen werden, […].“

Auch der von Kitschke angeführte 11 cm starke „Wehrbalken“ ist kein hinreichender Beleg für den angeblichen „Wehrcharakter“ der Wildenbrucher Kirche. Derartige quergelegte Balken wurden im Mittelalter oft zur inneren Schließung der Portaltüren verwendet, während die aufwändigeren und teureren Schlösser in der Regel der einzigen von außen verschließbaren Tür vorbehalten waren.

### Kirchenpatronat und Reformation

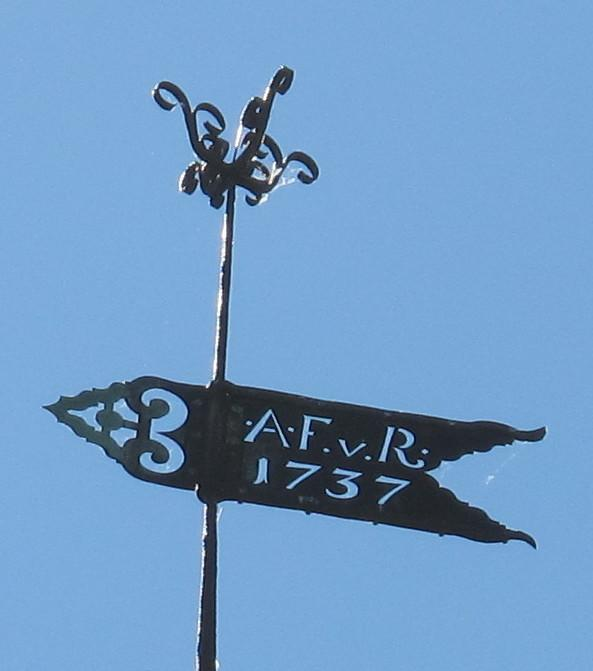
Wetterfahne von 1737, „A.F.v.R.“ für den Patronatsherren Adolph Friedrich II. von Rochow

Das Landbuch von 1375 verzeichnet für die Wildenbrucher Pfarre 2 Hufen Land. Das Kirchenpatronat lag bis 1466 bei dem Prämonstratenser-Chorherrenstift Unserer lieben Frau auf dem Berge auf dem Marienberg zu Brandenburg, das im Sedes Brietzen mehrere Besitzungen hatte, darunter seit 1438 die Fischerei auf dem Seddiner See. 1466 erwarb Dietrich von Rochow das Kirchenpatronat. Die Adelsfamilie von Rochow gehörte im Spätmittelalter zu den einflussreichsten Familien in der Zauche. Die Wetterfahne trägt über der Jahreszahl 1737 die Inschrift „A.F.v.R.“, das Kürzel des Patronatsherrn, Garde-Leutnant Adolph Friedrich (II.) von Rochow (1708–1738). Er konnte auch die Bauerfahrungen seiner Vaters, hier zur Kirche Ferch, anwenden. Das Patronat seiner Nachfahren geht nachweislich bis zu Fritz von Rochow-Plessow (1858–1914).
Die Pfarrei Wildenbruch blieb dem Brandenburger Domkapitel zugeordnet, auch über die 1539 von Joachim II. in der Mark Brandenburg eingeführte Reformation hinaus. Wie in vielen Orten der Mark wurden in Wildenbruch die katholischen Bräuche nach der Reformation noch lange gepflegt. So verzeichnet ein Inventarverzeichnis von 1600 ausdrücklich eine seidene Casel. Noch 1715 wurde der Chorrock benutzt und die Liturgie wurde bis in das 19. Jahrhundert gesungen.
Die Kirche ist vom Friedhof umgeben. Zu Beginn des 18. Jahrhunderts ließ Friedrich der Große in Wildenbruch eine Seidenraupenzucht anlegen und 1722 auf dem Kirchhof die ersten 26 Maulbeerbäume pflanzen. Bis Ende des 19. Jahrhunderts bestanden in dem Dorf zahlreiche Maulbeerplantagen.

## Gestalt, Bau- und Restaurationsgeschichte

### Verarbeitung der Feldsteine und Maße

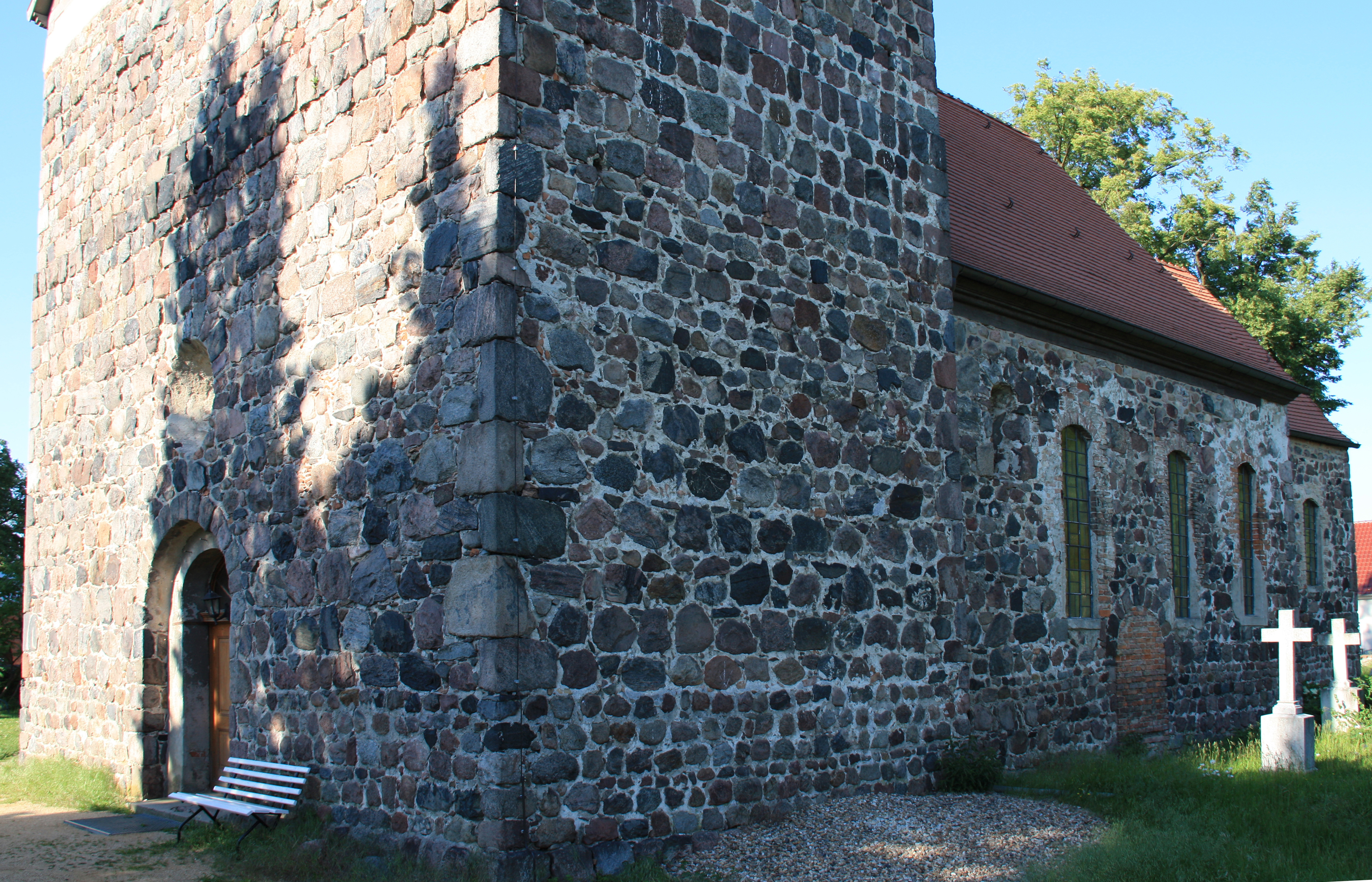
Die umlaufende unterste Bauschicht mit den auffällig kleineren Quadern zeigt, dass der Bau der Dorfkirche Wildenbruch zunächst auf vollständigem Grundriss begonnen wurde.

Beim Bau der Kirche, der dem frühen 13. Jahrhundert zugeordnet wird, sollen die Zisterzienser-Mönche des Klosters Lehnin beratend tätig gewesen sein. Zudem sollen die nahezu würfelförmig behauenen Feldsteine, aus denen der Westturm – der wahrscheinlich älteste Bauteil – geschichtet ist, aus dem Lehniner Kloster geliefert worden sein. Nach der Darstellung von Andreas Kitschke waren nur geschulte Fachkräfte in der Lage, die verwendeten äußerst spröden und harten Granitbrocken, die die Eiszeit aus Skandinavien nach Brandenburg transportiert hatte, derart zu bearbeiten. Aufgrund der Übereinstimmung mit den Turmsteinen des 1138 begonnenen Havelberger Doms hält es Kitschke auch für möglich, dass beim Wildenbrucher Bau Handwerker tätig wurden, die zuvor in Havelberg gearbeitet hatten und anschließend in die Zauche kamen. Laut Engeser/Stehr hingegen lässt sich die Wildenbrucher am besten mit der Feldsteinkirche von Linthe vergleichen. Auch hier ist Engeser/Stehr Recht zu geben, die schon den Begriff der „Wehrkirche“ abgelehnt haben. Für die Mitwirkung der Zisterzienser gibt es für die Kirchen in Brandenburg keinerlei Beleg. Ihre Bedeutung für das Bauen wird grundsätzlich überschätzt; sie geht vor allem auf das Geschichtsbild nach Fontanes Wanderungen zurück; siehe auch Problematische heimatkundliche Vorstellungen über die (Berliner) Dorfkirchen.
Auffällig ist der unterste Schichtenbereich (bis etwa 1,50 m). Es handelt sich um deutlich kleinere Quader, die sich um den ganzen Bau ziehen, so dass erwiesen ist, dass der Kirchenbau auf vollständigem Grundriss begonnen, aber nach einer Bauunterbrechung (erkennbar an der Baunaht zum Turm) in getrennten Bauabschnitten fortgesetzt wurde.
Die Außenkanten und Gewände der Öffnungen an Schiff, Apsis und Chor sind gleichfalls mit glatt behauenen Feldsteinen sauber ausgeführt, während die Feldsteine der Wandflächen nicht mehr die gleiche Verarbeitungsqualität aufweisen. Der Turm hat eine Länge von 5,85 und eine Breite von 11,55 Metern. Er übertrifft die Breite des Kirchenschiffs, die bei 10,50 m liegt (Länge 11,20 m). An das Schiff schließen sich ein schmaler Chor (Breite 8,25 m, Länge 5,85 m) und eine gleichfalls schmale Apsis an.

### Barocker Turmaufsatz von 1737 und seine Reparaturen

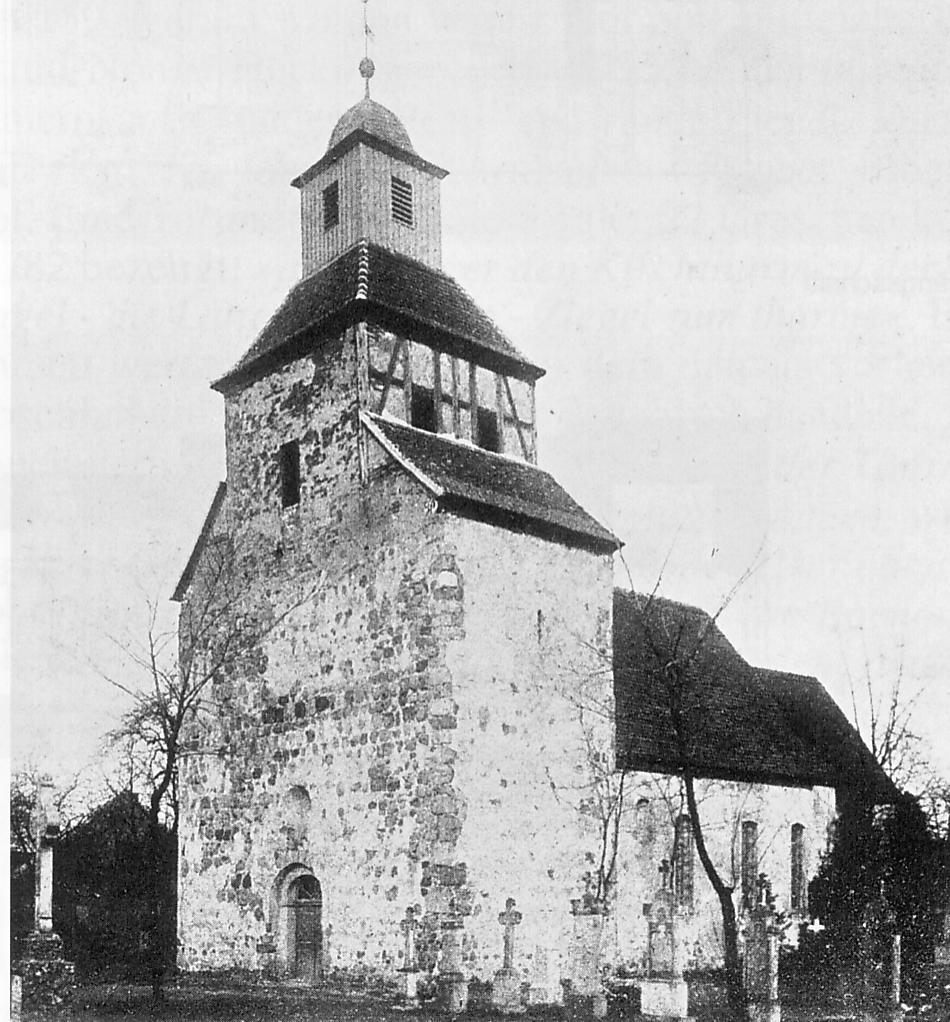
Westturm um 1900 mit dem Fachwerkaufsatz von 1737 nach seinen Umbauten im 19. Jahrhundert

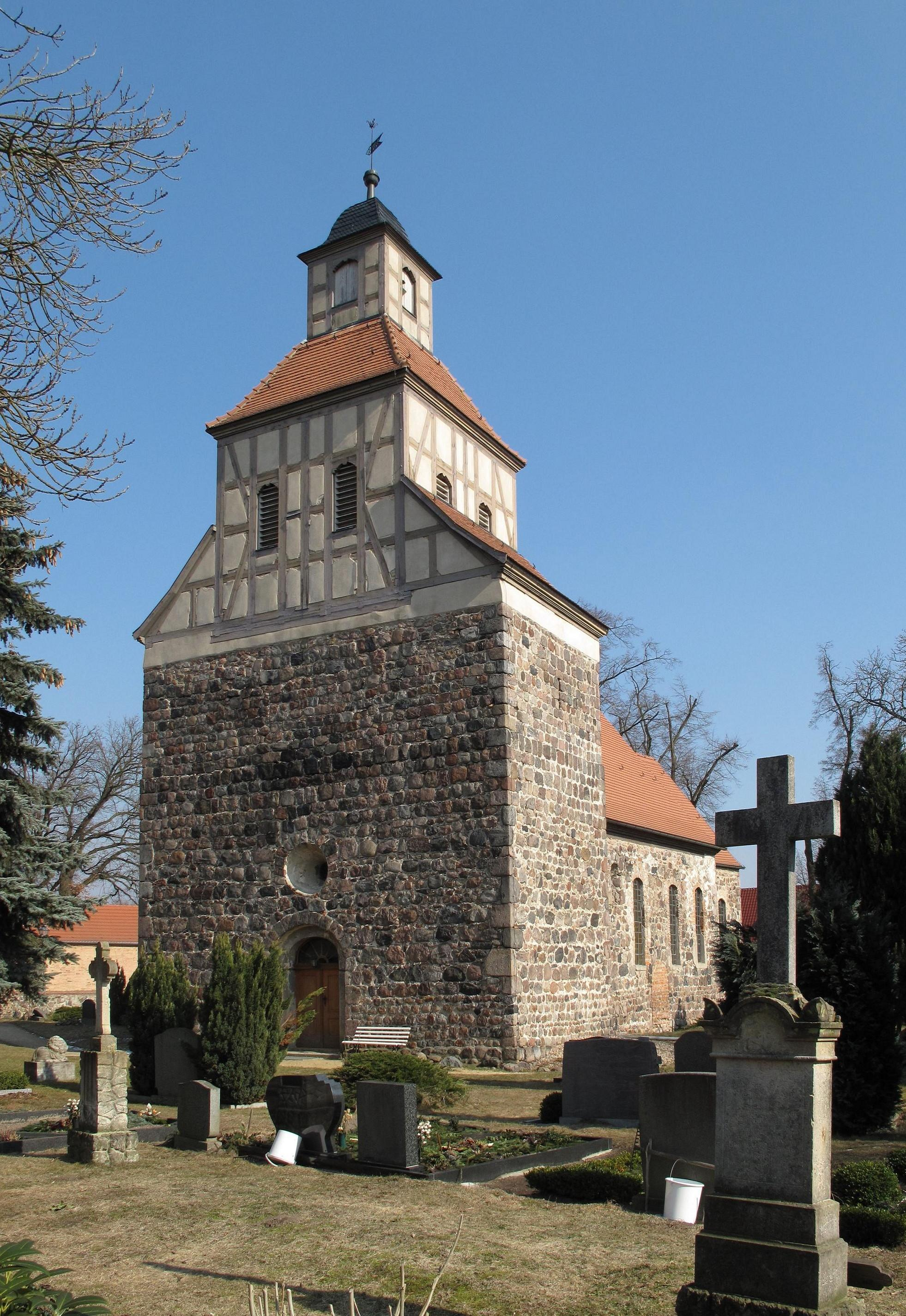
Westturm 2010 mit dem 1992 wiederhergestellten Fachwerkaufsatz von 1737

1681/1682 erfolgte für 7 Taler und 22 Groschen eine Reparatur des Breitturms, der zu dieser Zeit wahrscheinlich von einem quergestellten Satteldach geschlossen war. 1737 erhielt der Breitturm einen barocken Aufsatz aus Ziegelfachwerk. Er besteht aus einem Glockengeschoss, das allseitig mit holzrostverkleideten Schallöffnungen versehen ist und dem im Norden und Süden steile Pultdächer angeschoben sind. Über dem Glockengeschoss leitet ein steiles Zeltdach zur Laterne über, die eine kuppelähnliche Dachhaube schließt. Auf dem 24 Meter hohen Turmknauf krönt die Wetterfahne von 1737 mit der Inschrift „A.F.v.R.“ des Patronatsherren den Bau. Nach Sturmschäden erfolgte 1793 eine umfassende Turmreparatur. Durch Blitzeinschläge 1809 und 1821 erneut beschädigt, wurden der Turm und das Kirchenäußere 1832 repariert und 1852 instand gesetzt. Dabei wurde unter anderem der Turmaufsatz verändert, indem auf der Westfassade das Fachwerk bis zum Zeltdach durch Feldsteine und die beiden Schallöffnungen durch eine nunmehr mittig angebrachte ersetzt wurden. Untersuchungen in den 1990er-Jahren ergaben eine Schädigung der Holzkonstruktionen des Aufsatzes. Daraufhin wurde die Fachwerkkonstruktion 1992 von der Potsdamer Architektengemeinschaft Ernestine Leppin und Bernd Redlich vollkommen erneuert, denkmalgerecht restauriert und auf den dokumentierten Ursprungszustand von 1737 zurückgeführt.

### Fenster und Pforten
Bei der Turmreparatur 1793 sind auch die drei Nordfenster im Schiff und die Öffnung im Chor vergrößert worden. Die Form ihrer tiefen Gewände und Korbbögen, die mit Backstein eingefasst und verputzt sind, ordnet Kitschke dem 18. Jahrhundert zu. 1877 folgte die Vergrößerung der Fenster auf der Südseite, die im Gegensatz zu den Nordfenstern nur flach zurückgesetzt und mit Segmentbögen überdeckt sind. Das Schiff enthielt ursprünglich je vier kleine Fenster, die deutlich höher lagen als die heutigen Fenster. Zwei der alten romanischen Fenster sind erhalten und zeigen die ehemalige Lage der Fensterfront an. Eins befindet sich auf der Südseite des Schiffs vor dem Turm, eins auf der Nordseite zwischen dem ersten und zweiten großen Fenster. In den fast quadratischen Chorwänden sind ein nachträglich vergrößertes und ein hochgelegenes romanisches Fenster eingelassen. In der halbzylindrischen Wand der Apsis sind die ursprünglichen drei kleinen Rundbogenfenster bewahrt.

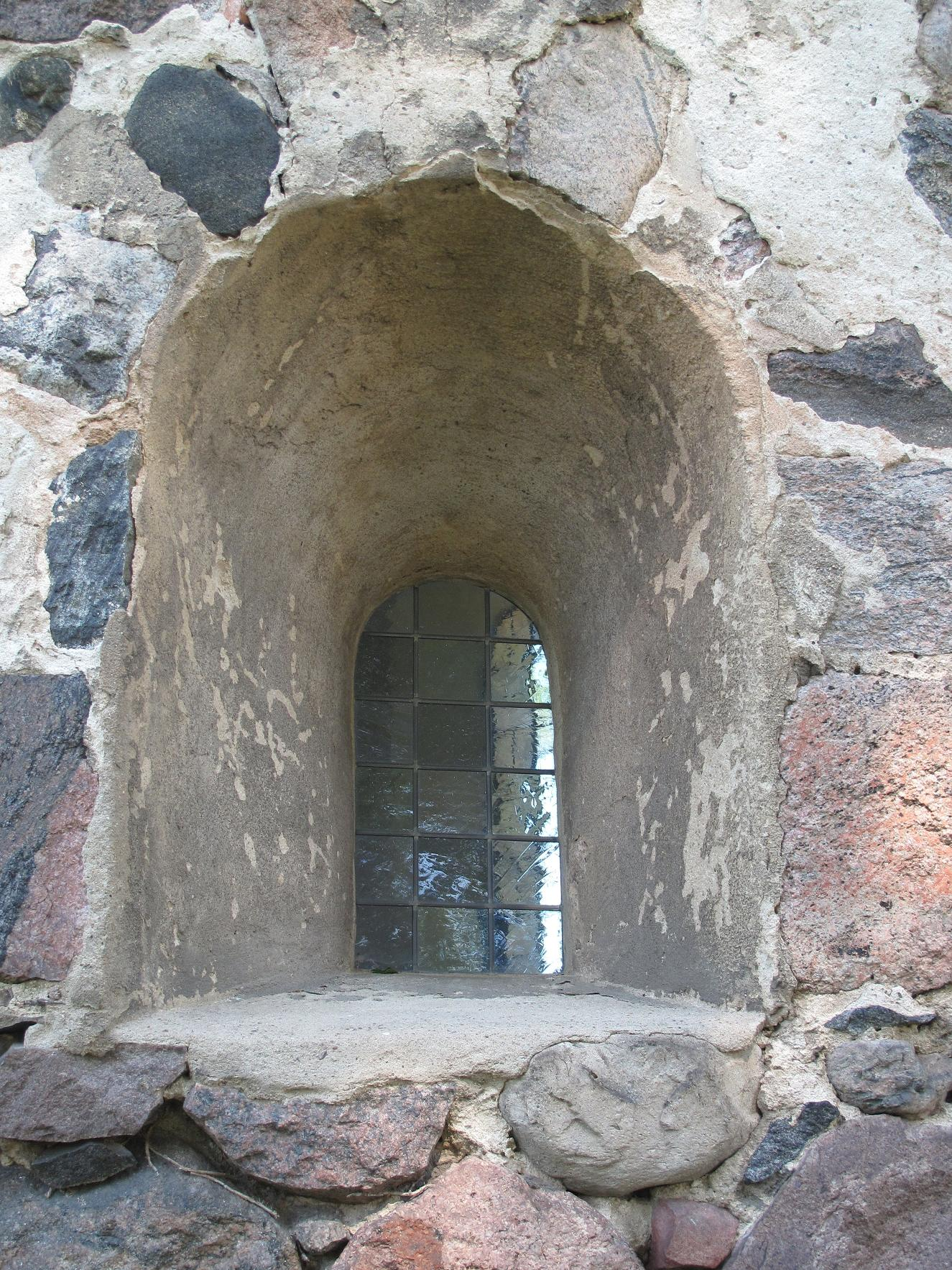
Erhaltene romanische Fensteröffnung in der Südwand des Kirchenschiffs

Für die Kirchenbesucher bestand eine Gemeindepforte in der Südwand des Schiffes. Sie maß 1,48 m in der Breite und in der Höhe bis zum Bogenscheitel 2,40 m. Der Geistliche nutzte die Priesterpforte am Chor (0,80 × 2,10 m). Beide mittelalterliche Pforten wurden bei der eingreifenden Umgestaltung 1877 mit Ziegelmauerwerk verschlossen, sodass das westliche Rundbogenportal im Turm den alleinigen Zugang bildete. Die Vermauerung der Priesterpforte wurde 1997 wieder entfernt.

### Dachdeckungen
Schiff und Chor schließen steile Pultdächer, wobei auf der Nordseite im Schiffsdach eine Fledermausgaube eingelassen ist. Die Apsis überwölbt ein Halbkegeldach. Die mittelalterliche Dachdeckung bestand aus Mönch und Nonne Ziegeln. Das Dach der Apsis ist sehr wahrscheinlich um 1600 erneuert worden, denn dendrologische Untersuchungen der Eichenschwellen datieren die Fällung der verwendeten Bäume auf 1597. Seit dem 17. Jahrhundert waren die Dächer mit Biberschwanzziegeln gedeckt. Bei der umfassenden Sanierung 1992 mussten zwar die stark geschädigten flachen Holzdecken komplett erneuert werden, die Instandsetzung der Dachkonstruktionen über Schiff, Chor und Apsis konnte jedoch unter weitgehender Erhaltung der Hölzer aus dem 16. und 18. Jahrhundert erfolgen.

## Turmuhr und Glocken
Die Turmuhr befindet sich auf der Nordseite des Turmaufsatzes unterhalb der Schallöffnungen. Sie erhielt bei der Instandsetzung 1993 durch den Berliner Uhrmachermeisterbetrieb Bischoff ein neues Zifferblatt, das die Inschrift Anno 1993 trägt. Das mechanische Werk wurde 1913 von der Berliner Großuhrenfabrik Gebrüder Meister gefertigt.
Die Wildenbrucher Feldsteinkirche verfügt über zwei Glocken. Die kleine Glocke mit einem Durchmesser von 71 cm besteht aus Bronze und stammt noch aus dem Mittelalter. In gotischen Minuskeln ist die Inschrift rex gloriae, christe, veni cum pace (König der Ehren, Christus, komm in Frieden) angebracht. Die große Bronzeglocke aus dem Jahr 1925 hat einen Durchmesser von 84 cm. Ihre Widmung „Im Glauben geopfert 1917, in der Liebe gegeben, 1925 der Hoffnung geweiht“ bezieht sich auf die 1584 gegossene Vorgängerglocke (Durchmesser 90 cm), die im Ersten Weltkrieg für Volk und Vaterland eingeschmolzen werden sollte. Sie ist zwar nach ihrer Demontage am 29. Juni 1917 als Kulturgut eingestuft worden. Diese Anerkennung kam aber zu spät, da sie beim Herunterholen vom Turm irreparabel beschädigt wurde. Eine ursprüngliche dritte und mit einem Durchmesser von 30 cm sehr kleine Glocke ist gleichfalls seit 1917 nicht mehr vorhanden. Ein unbekannter Gießer hatte sie 1623 für 14 Taler gefertigt.

## Innenräume und Ausstattung

### Räume und Emporen
Die schlichten Innenräume sind entsprechend der vierteiligen Grundstruktur klar gegliedert. Der Altarraum ist zur aufgehenden Sonne nach Osten gerichtet. Er war wahrscheinlich unter dem Triumphbogen durch eine Chorschranke oder einen Lettner getrennt. Zur heute zugemauerten Turmvorhalle öffnete sich vermutlich ein ähnlicher Bogen. Licht erhielt die Vorhalle durch das von außen noch sichtbare kleine Rundfenster über dem Turmportal. 1877 erfolgte eine Umgestaltung des Kircheninneren und der Einbau einer dreiseitigen Empore auf gusseisernen Stützen. 1962 wurden im Chor die barocke Pfarrerloge und die Patronatsloge entfernt. Die Wände prägt heute eine weiße Kreideschlämmung. In der Apsis und im Chorbogen legte der Restaurator Wilhelm Koch 1992 mittelalterliche ornamentale Wandmalereien frei und restaurierte sie.

### Kanzel, Altar, Altargeräte

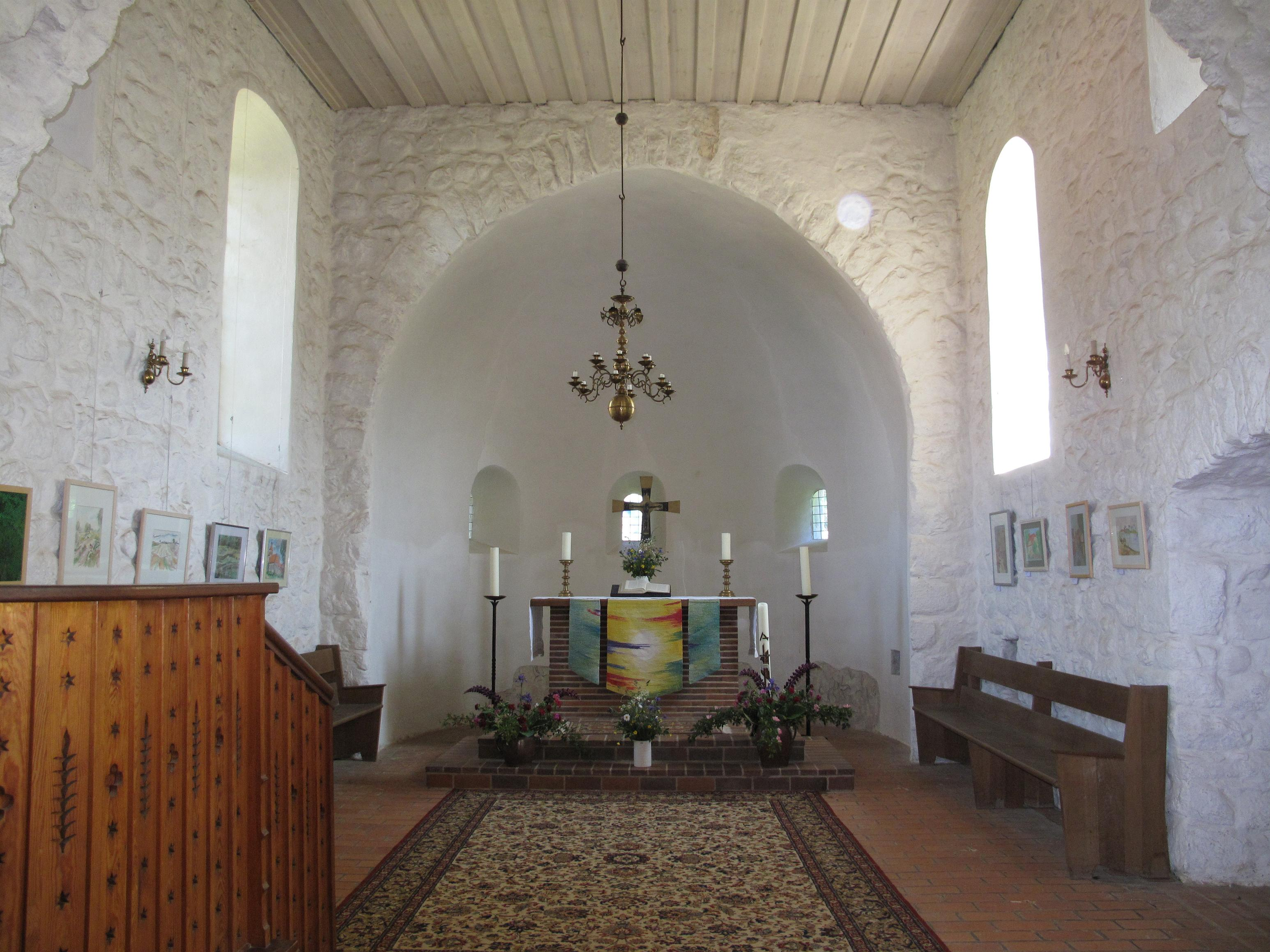
Altarraum

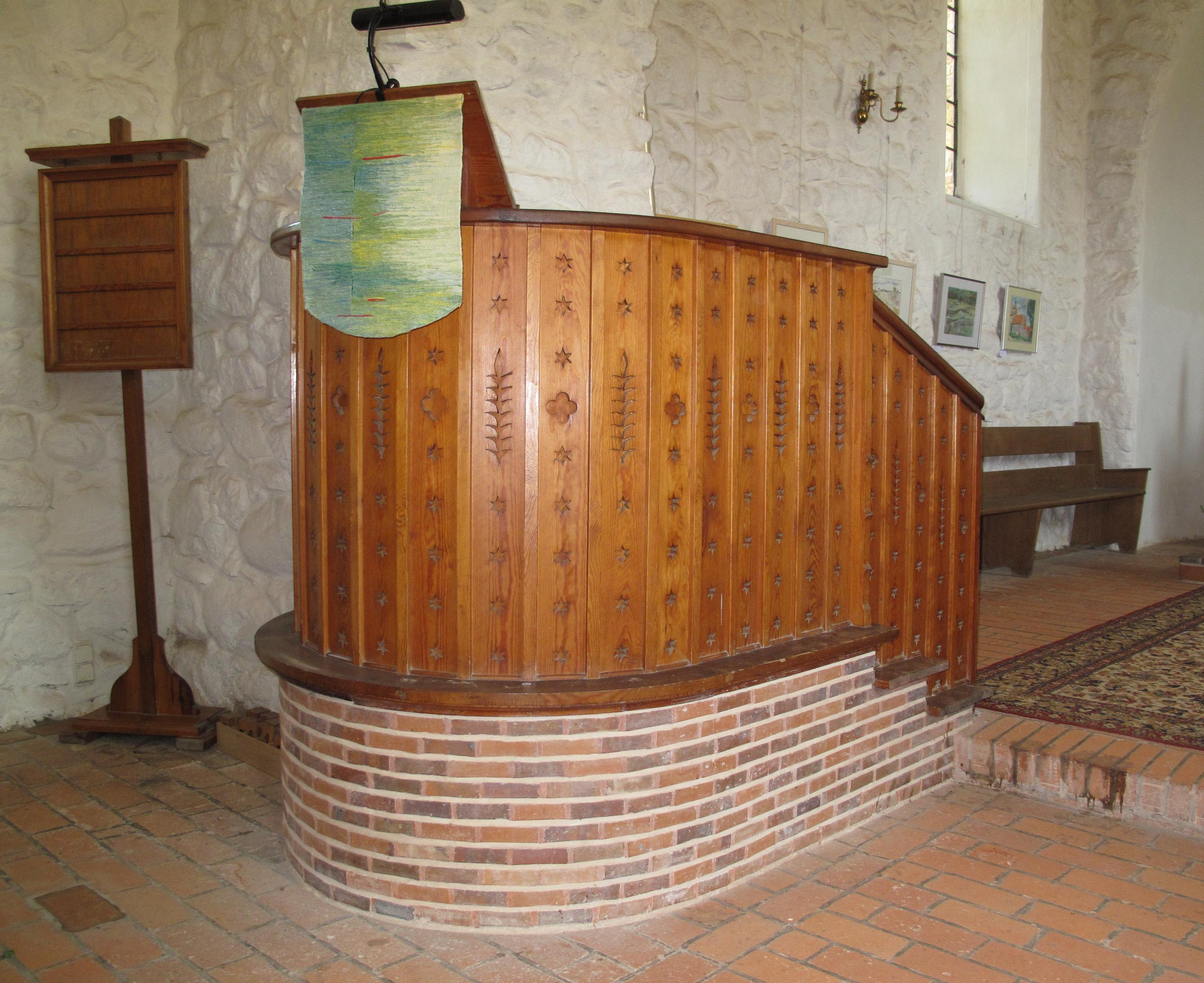
Kanzel

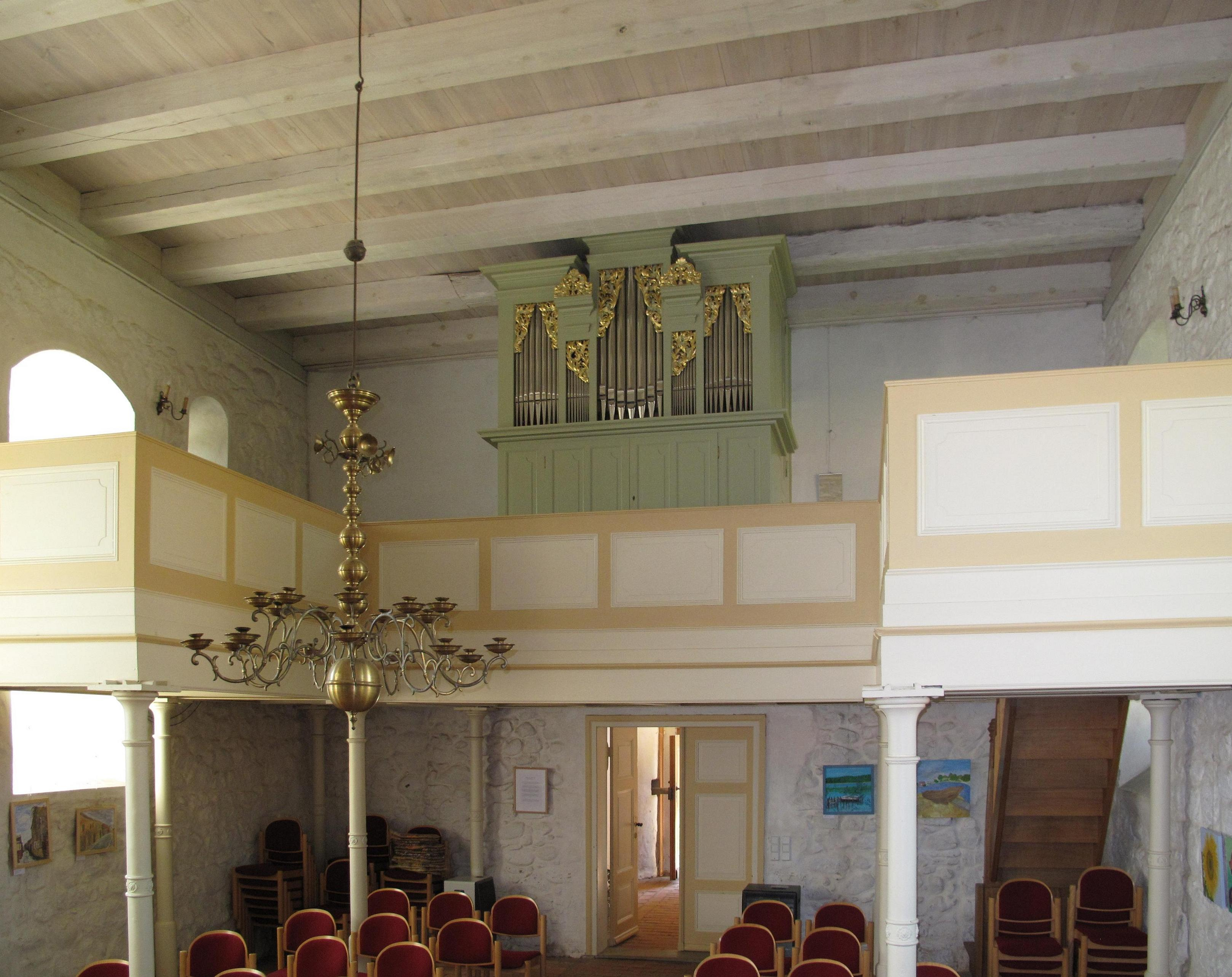
Orgelempore

Die Sakramentsnische in der südlichen Chorwand diente der Aufbewahrung der geweihten Hostie. Die ehemalige barocke Ausstattung beschrieb der Prediger Richter in einem 1861 angelegten Lagerbuch:

„Der Altar ist errichtet 1725 durch den Bildhauer Lucas aus Treuenbrietzen für 30 Thaler. Die Kanzel, die früher im Schiff am Spitzbogen an der S. O. Ecke stand, ist im Jahr 1793 über dem Altar errichtet. Der Taufstein mit dem im Jahre 1765 für 22 Thaler gearbeiteten Taufengel ist nicht mehr vorhanden.“

1962 wurden die Mittelkanzel von 1877 und der davor stehende hölzerne Altartisch ersetzt. Vor der Apsis wurde auf einem Podest aus flachen Ziegeln ein gemauerter Altartisch errichtet. 2008 stattete das Berliner Atelier für Paramentik den Altarunterbau mit einem Antependium aus grünem Bildgewebe aus. Die neue hölzerne und vorn gerundete Kanzel steht auf der linken, der Evangelienseite des Triumphbogens.
Der mittelalterliche Abendmahlskelch wurde mit weiteren Altargeräten im 16. Jahrhundert gestohlen. Der 1584 neu angeschaffte Kelch ging nur fünf Jahre später wieder verloren, als das Haus des Kirchenvaters Valentin Schröder abbrannte. Noch im selben Jahr 1589 ließ der Patronatsherr Hans von Rochow (1550–1622) den noch heute benutzten silbernen Kelch mit Patene anfertigen. Die Patene trägt die Umschrift: „DAS BLUD IHESU CHRISTI REINIGET UND VON ALLEN SÜNDEN“. Die Taufschale aus Zinn stammt aus dem Jahr 1719 und die Taufkanne aus dem Jahr 1760. Den achteckigen Taufstein aus Terrakotta mit neugotischem Dekor stellte 1895 die Charlottenburger Tonwarenfabrik Ernst March her. Aus dem gleichen Jahr stammen die beiden Messing-Kronleuchter mit 12 beziehungsweise 18 Kerzen. Sie wurden von der 1890 gegründeten Lüdenscheider Firma F. W. Jul. Assmann gefertigt. Zudem schmückt den Innenraum eine Christusikone aus den 1990er-Jahren, die laut nebenstehender Erläuterung von dem Maler Valentin Tine aus Cluj-Napoca (Klausenburg) in Siebenbürgen/Rumänien stammt und von Tine vor Ort auf einer alten Holztür gemalt wurde. In der Erläuterung beschreibt Tine seine Ikone unter anderem wie folgt: Die „Strahlen an den Augen und an der Stirn symbolisieren, dass Jesus das Licht der Welt ist. Jesus hat das Licht in sich selbst. Aber wie soll man das darstellen? Ich symbolisiere das mit diesen Strahlen.“

### Orgel
Der Erbauer der ursprünglichen Orgel, die 1884 aufgestellt wurde, konnte bislang nicht ermittelt werden. Die Alexander Schuke Potsdam Orgelbau GmbH vermutete in einem Gutachten von 1927, dass die Orgel aus Thüringen stammte und alt gekauft wurde. Kitschke datiert die Orgel aufgrund ihres qualitätsvoll geschnitzten barocken Prospektes, der bei dem Neubau 1927 durch Alexander Schuke in das neue Gehäuse integriert wurde, auf das letzte Drittel des 18. Jahrhunderts. Schuke stattete die neue Orgel mit einem Manual und 7 Registern auf pneumatischen Kegelladen aus und erhielt 5 Pfeifen des alten Instruments. Im Zuge der Restaurierungsarbeiten wurde die Orgel 1993 ausgelagert und wiederum in der Schuke-Werkstatt mit neuen Windladen und mechanischer Traktur aufgearbeitet. 1998 kam das Instrument zurück auf die Orgelempore der Wildenbrucher Kirche, von Matthias Schuke um zwei auf nunmehr neun Register erweitert.

## Nutzung und Gemeinde
Die Evangelische Kirchengemeinde nutzt den Feldsteinbau regelmäßig für ihre Gottesdienste. Zudem bietet die Gemeinde in der Kirche Veranstaltungen wie Konzerte, Ausstellungen und Theateraufführungen an. Als Offene Kirche ist sie am Wochenende auch außerhalb der Gottesdienste zugänglich. Die Gemeinde ist Teil des Kirchenkreises Mittelmark-Brandenburg im Sprengel Potsdam (bis 31. Dezember 2009 Sprengel Neuruppin) der Landeskirche Evangelische Kirche Berlin-Brandenburg-schlesische Oberlausitz (EKBO). Im Juni 2010 führte die Gemeinde Wildenbruch den Kreiskirchentag durch. Im August 2019 fand in der Kirche ein Rundfunkgottesdienst zum 200. Geburtstag von Theodor Fontane statt.